# آزادی اجتماع

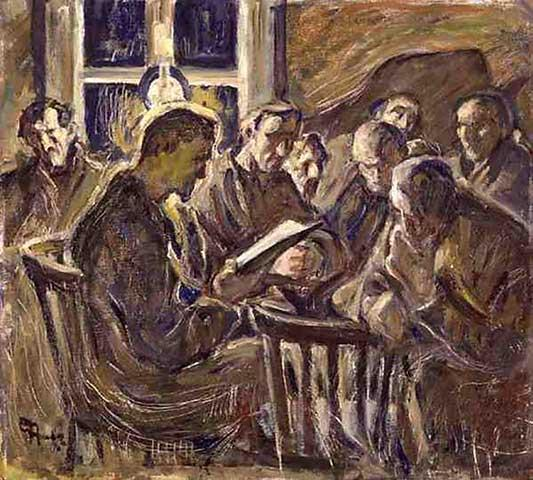
دورهمی «جلسه»، نقاشی روغن توسط استار المقویست، اصلی در موزه ملی سوئد. نقاشی توسط سازمان ملل متحد به عنوان یک انگیزه برای تمبر برای به رسمیت شناختن اعلامیه جهانی حقوق بشر انتخاب شد، بند ۲۰: حق اجتماع

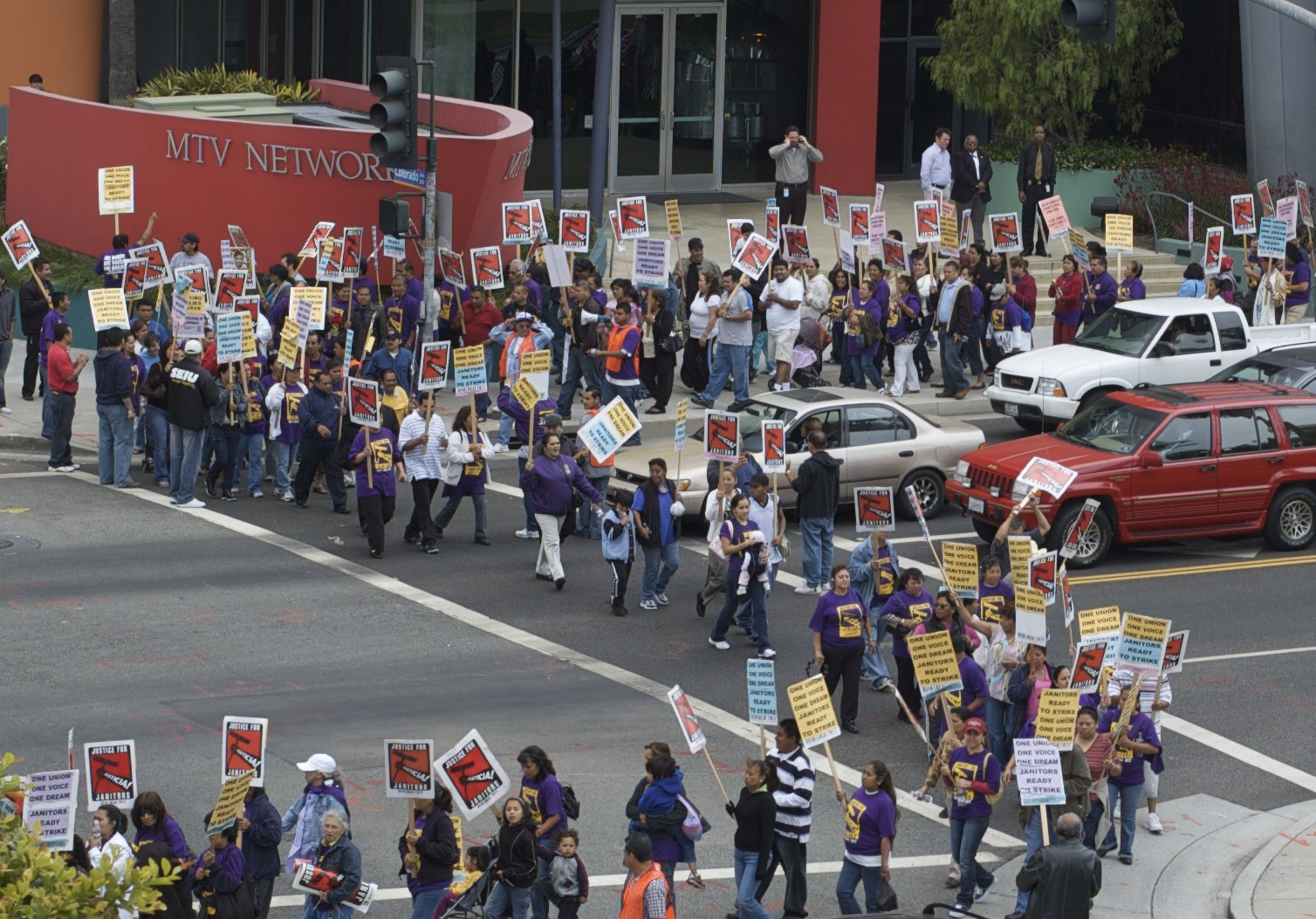
سرایداران جلوی ساختمان MTV در سانتا مونیکا کالیفرنیا اعتصاب کردند. اگر چه ضربه زدن در یک اتحادیه تجاری راهی برای استفاده از آزادی اجتماعات و آزادی را تداعی می‌کند، جنبه‌های دیگر رفتار کارگران نشان‌داده‌شده در اینجا، مانند بلوکه بندی پیاده‌ها در هر جهت، مسیر درست در این تقاطع کنترل سیگنال است. ممکن است قوانین محلی یا ایالتی نظیر کد خودرو کالیفرنیا، ۲۱۹۵۰ (b) را نقض کند.

آزادی اجتماع که گاهی به جای آزادی انجمن به کار می‌رود، حقی فردی برای جمع شدن و ابراز، ترویج و تعقیب و دفاع کردن از علایق مشترک به‌طور دسته جمعی است. آزادی اجتماع به عنوان یکی از حقوق بشر، حقوق سیاسی و آزادی‌های مدنی شمرده می‌شود.

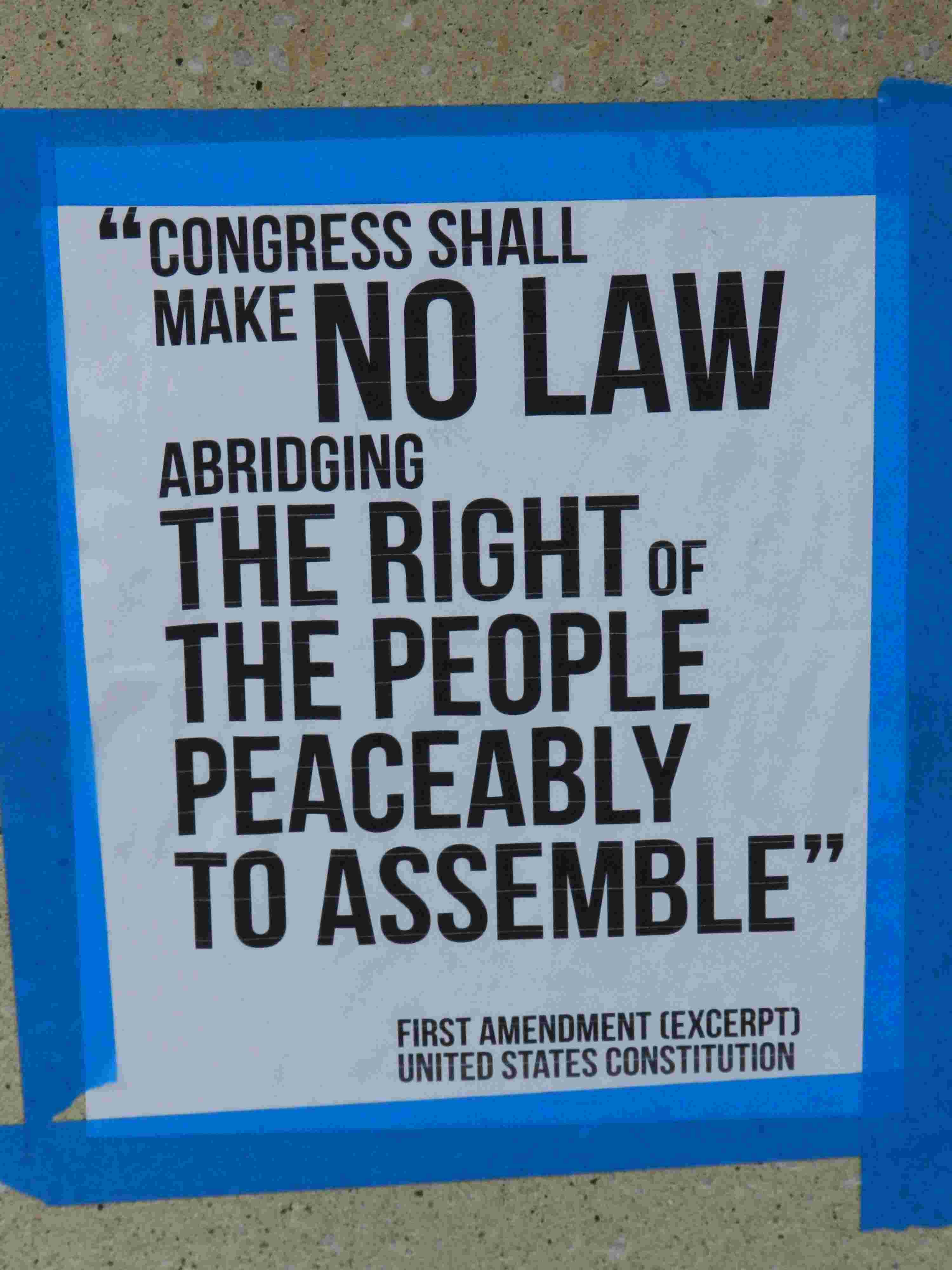
پاره‌ای از قانون اساسی آمریکا، در رخداد اوکلند را اشغال کنید، ۲۰۱۱

آزادی اجتماعات و آزادی انجمن‌ها ممکن است برای تمایز بین آزادی برای تجمع در مکان‌های عمومی و آزادی برای پیوستن به یک انجمن مورد استفاده قرار گیرد. آزادی اجتماعات اغلب در زمینه حق اعتراض مورد استفاده قرار می‌گیرد، در حالی که آزادی هم‌کاری در زمینه حقوق کار و در قانون اساسی ایالات متحده به معنی آزادی برای تجمع و آزادی برای پیوستن به یک اتحادیه تلقی می‌شود.
قانون اساسی ایالات متحده آمریکا صراحتاً حق مردم را برای گردهمایی فراهم می‌کند و دولت را برای جبران نارضایتی در متمم اول درخواست می‌کند.

## اسناد حقوق بشر
اعلامیه جهانی حقوق بشر - ماده ۲۰
میثاق بین‌المللی حقوق مدنی و سیاسی - ماده ۲۱
کنوانسیون اروپایی حقوق بشر - ماده ۱۱
کنوانسیون حقوق بشر آمریکا - ماده ۱۵
مثال‌هایی از قانون اساسی ملی و منطقه‌ای که آزادی اجتماعات را به رسمیت می‌شناسند عبارتند از:
- بنگلادش - مواد ۳۷ و ۳۸ قانون اساسی بنگلادش آزادی انجمن‌ها و اجتماعات را تضمین می‌کند.[۴]
- برزیل - ماده ۵
- کانادا - اس. ۲ منشور حقوق و آزادی‌های کانادا که بخشی از قانون اساسی سال ۱۹۸۲ را تشکیل می‌دهد.
- فرانسه - ماده ۱ از قانون مجازات جدید
- آلمان - ماده ۸ GG (قانون اساسی)
- هنگ کنگ - قانون اساسی
- مجارستان - ماده هشتم (۱)قانون اساسی
- هند - حقوق اساسی در هند
- ایرلند - ماده ۴۰٫۶٫۱ از قانون اساسی با عنوان «حقوق اساسی»[۵][۶]
- ایتالیا - ماده ۱۷ قانون اساسی
- ژاپن - ماده ۲۱
- قانون اساسی ماکایو
- قانون اساسی فیلیپین ماده ۴، بخش ۴
- جمهوری ایرلند - تضمین‌شده توسط ماده ۴۰٫۶٫۱ قانون اساسی ایرلند
- لایحه حقوق بشر آفریقای جنوبی - ماده ۱۷
- اسپانیا - ماده ۲۱ قانون اساسی اسپانیا
- ماده ۳۳ و ۳۴ قانون اساسی ترکیه آزادی انجمن‌ها و اجتماعات را تضمین می‌کند.
- تایوان (جمهوری چین)- ماده ۱۴ آزادی اجتماعات و اجتماع را تضمین می‌کند.
- ایالات‌متحده - اولین متمم قانون اساسی ایالات متحده آمریکا
- مالزی - ماده ۱۰ قانون اساسی مالزی
- نیوزیلند - بخش ۱۶ قانون حقوق نیوزیلند
- روسیه - مواد ۳۰ و ۳۱ قانون اساسی روسیه آزادی اجتماعات و مجلس صلح‌آمیز را تضمین می‌کند.[۷]